# Sébastien Calvet (rugby à XV)
Pour les articles homonymes, voir Sébastien Calvet et Calvet.
Pas d'image ? Cliquez ici

a Compétitions nationales et continentales officielles uniquement.

Dernière mise à jour le 23 mars 2024.
Sébastien Calvet, né le 25 mars 1976 à Toulouse (Haute-Garonne), est un joueur et entraîneur français de rugby à XV. 
Il est manager de l'équipe de France de rugby à XV des moins de 20 ans depuis 2023.

## Biographie

### Carrière de joueur
Formé à l'école de rugby de Castelsarrasin et de Moissac, ce demi de mêlée ou centre a évolué à l'Avenir valencien dans les équipes de jeunes et un équipe une en Groupe A2 (1992-2000). Il a aussi porté les maillots du Stade beaumontois, de Moissac, d'Orsay et du PUC (champion de France de Fédérale 2 en 2004), après son concours en professorat de sport (2002).

### Carrière d'entraîneur
Conseiller technique du Tarn-et-Garonne en emploi jeune (1999), il a entraîné au Pôle France (2002-2003), l'équipe de France des moins de 19 ans (2003-2006), l'US Montauban (2009-2011, maintien en Top 14 en 2010). et Valence-d'Agen (demi-finaliste de Fédérale 1 en 2012) avant d'être responsable sportif de l'association et du centre de formation Académia au SU Agen de 2014 à 2018.
Il est directeur technique de la Ligue régionale Nouvelle-Aquitaine de rugby de 2018 à 2019.
Il entraîne l'équipe de France des moins de 19 ans en 2017 auprès de Sébastien Piqueronies puis les moins de 18 ans dont il prend la tête du staff en 2020.
En 2021, il devient le nouveau manager de la filière France Jeunes à la place de Sébastien Piqueronies, parti rejoindre le club de la Section paloise.
En 2023, il devient manager de l'équipe de France de rugby à XV des moins de 20 ans. Il succède à ce poste à Jean-Marc Béderède et est accompagné des entraîneurs Benoît Baby, Samuel Cherouk et Philippe Boher. En juin 2023, il mène l'équipe au titre de champion du monde des moins de 20 ans, son troisième titre consécutif dans cette compétition (après 2018 et 2019 sous les ordres de Sébastien Piqueronies).

## Palmarès

### Joueur
- Championnat de France de la Fédérale 2 :
  - Champion (1) : 2004

### Entraîneur
- Vainqueur du Championnat du monde des moins de 20 ans en 2023 avec l'équipe de France des moins de 20 ans.